# Liste von Fantasyfilmen der 1990er Jahre
Die Liste von Fantasyfilmen der 1990er Jahre gibt einen chronologischen Überblick über Kino- und abendfüllende TV-Produktionen, die im Zeitraum von 1990 bis 1999 in diesem Genre gedreht wurden. Bei der Nutzung ist zu beachten, dass ein Teil der aufgeführten Filme sich mit artverwandten Genres aus dem Bereich der Phantastik wie Horror und Science-Fiction überschneidet, aber auch Drama und Komödie. Die Liste erhebt keinen Anspruch auf Vollständigkeit und unterliegt einem laufenden Erweiterungsprozess.

## 1990
| Titel                                                                                                   | Regie                      | Produktionsland                             |
| --- | -------------------------- | ------------------------------------------- |
| Akira Kurosawas Träume 夢                                                                               | Akira Kurosawa             | Japan / Vereinigte Staaten                  |
| Alice                                                                                                   | Woody Allen                | Vereinigte Staaten                          |
| Bernard und Bianca im Känguruhland The Rescuers Down Under                                              | Hendel Butoy, Mike Gabriel | Vereinigte Staaten                          |
| Die Chroniken von Narnia: Der silberne Sessel The Chronicles of Narnia: The Silver Chair                | Alex Kirby                 | Vereinigtes Königreich                      |
| Edward mit den Scherenhänden Edward Scissorhands                                                        | Tim Burton                 | Vereinigte Staaten                          |
| Ghost – Nachricht von Sam Ghost                                                                         | Jerry Zucker               | Vereinigte Staaten                          |
| Ghost Dad                                                                                               | Sidney Poitier             | Vereinigte Staaten                          |
| Hexen hexen The Witches                                                                                 | Nicolas Roeg               | Vereinigtes Königreich / Vereinigte Staaten |
| Mr. Destiny                                                                                             | James Orr                  | Vereinigte Staaten                          |
| Nils Karlsson Däumling Nils Karlsson Pyssling                                                           | Staffan Götestam           | Schweden                                    |
| Der Nußknacker-Prinz The Nutcracker Prince                                                              | Paul Schibli               | Kanada                                      |
| Peterchens Mondfahrt                                                                                    | Wolfgang Urchs             | Deutschland                                 |
| Puppet Master II                                                                                        | David Allen                | Vereinigte Staaten                          |
| Sheherazade – Mit 1001 PS ins Abenteuer Les 1001 nuits                                                  | Philippe de Broca          | Frankreich / Italien                        |
| Troll 2                                                                                                 | Claudio Fragasso           | Vereinigte Staaten / Italien                |
| Troll 3 Quest for the Mighty Sword                                                                      | Joe D’Amato                | Italien                                     |
| Die unendliche Geschichte II – Auf der Suche nach Phantásien The NeverEnding Story II: The Next Chapter | George Trumbull Miller     | Vereinigte Staaten / Deutschland            |

## 1991
| Titel                                                | Regie                     | Produktionsland                                                     |
| ---------------------------------------------------- | ------------------------- | ------------------------------------------------------------------- |
| Addams Family                                        | Barry Sonnenfeld          | Vereinigte Staaten                                                  |
| Beastmaster II – Der Zeitspringer                    | Sylvio Tabet              | Vereinigte Staaten                                                  |
| Bedhead                                              | Robert Rodriguez          | Vereinigte Staaten                                                  |
| Deathstalker IV Deathstalker IV: Match of the Titans | Howard R. Cohen           | Vereinigte Staaten                                                  |
| Hexen aus der Vorstadt                               | Drahomirá Králová         | Tschechoslowakei                                                    |
| Highlander II – Die Rückkehr                         | Russell Mulcahy           | Vereinigte Staaten                                                  |
| Hook                                                 | Steven Spielberg          | Vereinigte Staaten                                                  |
| Lippels Traum                                        | Karl-Heinz Käfer          | Deutschland                                                         |
| Malina                                               | Werner Schroeter          | Deutschland / Österreich                                            |
| Prinzessin Aline und die Groblins                    | József Gémes              | Vereinigtes Königreich / Ungarn / Japan                             |
| Prinzessin Fantaghirò                                | Lamberto Bava             | Italien                                                             |
| Prosperos Bücher                                     | Peter Greenaway           | Vereinigtes Königreich / Niederlande / Frankreich / Italien / Japan |
| Rendezvous im Jenseits                               | Albert Brooks             | Vereinigte Staaten                                                  |
| Die Schöne und das Biest                             | Gary Trousdale, Kirk Wise | Vereinigte Staaten                                                  |
| Switch – Die Frau im Manne                           | Blake Edwards             | Vereinigte Staaten                                                  |
| Wie verrückt und aus tiefstem Herzen                 | Anthony Minghella         | Vereinigtes Königreich                                              |

## 1992
| Titel                    | Regie                     | Produktionsland                                                           |
| ------------------------ | ------------------------- | ------------------------------------------------------------------------- |
| Aladdin                  | John Musker, Ron Clements | Vereinigte Staaten                                                        |
| Armee der Finsternis     | Sam Raimi                 | Vereinigte Staaten                                                        |
| Flug ins Abenteuer       | Richard Donner            | Vereinigte Staaten                                                        |
| Orlando                  | Sally Potter              | Vereinigtes Königreich / Frankreich / Italien / Niederlande / Sowjetunion |
| Porco Rosso              | Hayao Miyazaki            | Japan                                                                     |
| Prinzessin Fantaghirò II | Lamberto Bava             | Italien                                                                   |
| Der Tod steht ihr gut    | Robert Zemeckis           | Vereinigte Staaten                                                        |
| Zauberhafte Zeiten       | Norman René               | Vereinigte Staaten                                                        |

## 1993
| Titel                                     | Regie                        | Produktionsland                 |
| ----------------------------------------- | ---------------------------- | ------------------------------- |
| 4 himmlische Freunde                      | Ron Underwood                | Vereinigte Staaten              |
| Die Addams Family in verrückter Tradition | Barry Sonnenfeld             | Vereinigte Staaten              |
| Anna annA                                 | Greti Kläy, Jürgen Brauer    | Deutschland, Schweiz, Luxemburg |
| Die Besucher                              | Jean-Marie Poiré             | Frankreich                      |
| Cronos                                    | Guillermo del Toro           | Mexiko, Vereinigte Staaten      |
| Der geheime Garten                        | Agnieszka Holland            | Vereinigtes Königreich          |
| Halloween Twins, jetzt hexen sie doppelt  | Stuart Margolin              | Vereinigte Staaten              |
| Hercules im Labyrinth des Minotaurus      | Josh Becker                  | Vereinigte Staaten              |
| Hocus Pocus                               | Kenny Ortega                 | Vereinigte Staaten              |
| Last Action Hero                          | John McTiernan               | Vereinigte Staaten              |
| Nightmare Before Christmas                | Henry Selick                 | Vereinigte Staaten              |
| Ninja Scroll                              | Yoshiaki Kawajiri            | Japan                           |
| Prinzessin Fantaghirò III                 | Lamberto Bava                | Italien                         |
| Super Mario Bros.                         | Annabel Jankel, Rocky Morton | Vereinigte Staaten              |
| Und täglich grüßt das Murmeltier          | Harold Ramis                 | Vereinigte Staaten              |
| Warlock – Satans Sohn kehrt zurück        | Anthony Hickox               | Vereinigte Staaten              |

## 1994
| Titel                                                           | Regie                       | Produktionsland                                        |
| --------------------------------------------------------------- | --------------------------- | ------------------------------------------------------ |
| Angels – Engel gibt es wirklich!                                | William Dear                | Vereinigte Staaten                                     |
| Bundles – Ein Hund zum Verlieben                                | Dennis Dugan                | Vereinigte Staaten                                     |
| The Crow – Die Krähe                                            | Alex Proyas                 | Vereinigte Staaten                                     |
| Die Maske                                                       | Chuck Russell               | Vereinigte Staaten                                     |
| Dragonworld                                                     | Ted Nicolaou                | Vereinigte Staaten / Rumänien / Vereinigtes Königreich |
| Flintstones – Die Familie Feuerstein                            | Brian Levant                | Vereinigte Staaten                                     |
| Hercules und das Amazonenheer                                   | Bill L. Norton              | Vereinigte Staaten                                     |
| Hercules im Reich der toten Götter                              | Bill L. Norton              | Vereinigte Staaten                                     |
| Hercules und das vergessene Königreich                          | Harley Cokeliss             | Vereinigte Staaten                                     |
| Hercules und der flammende Ring                                 | Doug Lefler                 | Vereinigte Staaten                                     |
| Highlander III – Die Legende                                    | Andy Morahan                | Kanada, Frankreich, Vereinigtes Königreich             |
| In einem Land vor unserer Zeit II – Das Abenteuer im Großen Tal | Roy Allen Smith             | Vereinigte Staaten                                     |
| Die Insel der Riesen-Dinosaurier                                | Fred Olen Ray, Jim Wynorski | Vereinigte Staaten                                     |
| Die Maske                                                       | Chuck Russell               | Vereinigte Staaten                                     |
| Mommy Market – Auf der Suche nach der Traummutter               | Tia Brelis                  | Vereinigte Staaten                                     |
| Der Pagemaster – Richies fantastische Reise                     | Joe Johnston, Pixone Hunt   | Vereinigte Staaten                                     |
| Pom Poko                                                        | Isao Takahata               | Japan                                                  |
| Prinzessin Fantaghirò IV                                        | Lamberto Bava               | Italien                                                |
| Der Ring des Drachen                                            | Lamberto Bava               | Italien                                                |
| Santa Clause – Eine schöne Bescherung                           | John Pasquin                | Vereinigte Staaten                                     |
| Die Schwanenprinzessin                                          | Richard Rich                | Vereinigte Staaten                                     |
| Shadow und der Fluch des Khan                                   | Russell Mulcahy             | Vereinigte Staaten                                     |
| Stephen Kings The Stand – Das letzte Gefecht                    | Mick Garris                 | Vereinigte Staaten                                     |
| Die unendliche Geschichte III – Rettung aus Phantásien          | Peter MacDonald             | Vereinigte Staaten / Deutschland                       |

## 1995
| Titel                                                         | Regie                         | Produktionsland                         |
| ------------------------------------------------------------- | ----------------------------- | --------------------------------------- |
| Alice im Wunderland                                           | Toshiyuki Hiruma Takashi      | Vereinigte Staaten / Japan              |
| August im Wasser                                              | Sōgo Ishii                    | Japan                                   |
| Casper                                                        | Brad Silberling               | Vereinigte Staaten                      |
| Fluke                                                         | Carlo Carlei                  | Vereinigte Staaten                      |
| Gamera – Guardian of the Universe                             | Shusuke Kaneko                | Japan                                   |
| God’s Army – Die letzte Schlacht                              | Gregory Widen                 | Vereinigte Staaten                      |
| Hubi, der Pinguin                                             | Don Bluth, Gary Goldman       | Vereinigte Staaten                      |
| Der Indianer im Küchenschrank                                 | Frank Oz                      | Vereinigte Staaten                      |
| In einem Land vor unserer Zeit III – Die Zeit der großen Gabe | Roy Allen Smith               | Vereinigte Staaten                      |
| Jumanji                                                       | Joe Johnston                  | Vereinigte Staaten                      |
| Knightskater – Ritter auf Rollerblades                        | Michael Gottlieb              | Vereinigte Staaten                      |
| Little Princess                                               | Alfonso Cuarón                | Vereinigte Staaten                      |
| Mortal Kombat                                                 | Paul W.S. Anderson            | Vereinigte Staaten                      |
| Mortal Kombat: Die Reise beginnt                              | Joseph Francis                | Vereinigte Staaten                      |
| Nur über meine Leiche                                         | Rainer Matsutani              | Deutschland                             |
| Pecos Bill – Ein unglaubliches Abenteuer im Wilden Westen     | Jeremiah S. Chechik           | Vereinigte Staaten                      |
| Powder                                                        | Victor Salva                  | Vereinigte Staaten                      |
| Power Rangers – Der Film                                      | Bryan Spicer                  | Vereinigte Staaten / Japan / Australien |
| Ein Schweinchen namens Babe                                   | Chris Noonan                  | Australien / Vereinigte Staaten         |
| Slayers Perfect                                               | Hiroshi Watanabe              | Japan                                   |
| Die Stadt der verlorenen Kinder                               | Jean-Pierre Jeunet, Marc Caro | Frankreich / Spanien / Deutschland      |
| Toy Story                                                     | John Lasseter                 | Vereinigte Staaten                      |
| Eine unheimliche Familie zum Schreien                         | Robert Ginty                  | Vereinigte Staaten                      |
| Wilder Zauber                                                 | Claire Peploe                 | Vereinigte Staaten / Frankreich         |

## 1996
| Titel                                                 | Regie                                | Produktionsland                                                                     |
| ----------------------------------------------------- | ------------------------------------ | ----------------------------------------------------------------------------------- |
| Auf der Jagd nach dem Nierenstein                     | Vibeke Idsøe                         | Norwegen                                                                            |
| Beastmaster – Das Auge des Braxus                     | Gabrielle Beaumont                   | Vereinigte Staaten                                                                  |
| The Crow – Die Rache der Krähe                        | Tim Pope                             | Vereinigte Staaten                                                                  |
| Dragonheart                                           | Rob Cohen                            | Vereinigte Staaten                                                                  |
| Ein Engel in New York                                 | Vinicius Mainardi, Fabrizio Laurenti | Italien, Deutschland                                                                |
| Das Gespenst von Canterville                          | Sydney Macartney                     | Vereinigte Staaten                                                                  |
| Der Glöckner von Notre Dame                           | Gary Trousdale, Kirk Wise            | Vereinigte Staaten                                                                  |
| Der grüne Planet – Besuch aus dem All                 | Coline Serreau                       | Frankreich                                                                          |
| Gullivers Reisen                                      | Charles Sturridge                    | Vereinigte Staaten / Vereinigtes Königreich                                         |
| Der Hexenclub                                         | Andrew Fleming                       | Vereinigte Staaten                                                                  |
| In einem Land vor unserer Zeit IV – Im Tal des Nebels | Roy Allen Smith                      | Vereinigte Staaten                                                                  |
| James und der Riesenpfirsich                          | Henry Selick                         | Vereinigte Staaten / Vereinigtes Königreich                                         |
| Die Legende von Pinocchio                             | Steve Barron                         | Vereinigtes Königreich / Vereinigte Staaten / Frankreich / Deutschland / Tschechien |
| Michael                                               | Nora Ephron                          | Vereinigte Staaten                                                                  |
| Munsters fröhliche Weihnachten                        | Ian Emes                             | Vereinigte Staaten                                                                  |
| Phenomenon – Das Unmögliche wird wahr                 | Jon Turteltaub                       | Vereinigte Staaten                                                                  |
| Prinzessin Fantaghirò V                               | Lamberto Bava                        | Italien                                                                             |
| Rendezvous mit einem Engel                            | Penny Marshall                       | Vereinigte Staaten                                                                  |
| Ritter der Zeit                                       | Markus Rothkranz                     | Vereinigte Staaten                                                                  |
| Slayers Return                                        | Kunihiko Yuyama                      | Japan                                                                               |
| Space Jam                                             | Joe Pytka                            | Vereinigte Staaten                                                                  |
| Der Trip – Die nackte Gitarre 0,5                     | Wolfgang Büld                        | Deutschland                                                                         |

## 1997
| Titel                                                       | Regie                     | Produktionsland                                                                               |
| ----------------------------------------------------------- | ------------------------- | --------------------------------------------------------------------------------------------- |
| Die Abenteuer des Odysseus                                  | Andrei Konchalovsky       | Vereinigte Staaten, Griechenland, Deutschland, Vereinigtes Königreich, Italien, Malta, Türkei |
| Anastasia                                                   | Don Bluth, Gary Goldman   | Vereinigte Staaten                                                                            |
| Casper – Wie alles begann                                   | Sean McNamara             | Vereinigte Staaten                                                                            |
| Der Elfengarten                                             | Nick Willing              | Vereinigtes Königreich                                                                        |
| Ein Fall für die Borger                                     | Peter Hewitt              | Vereinigte Staaten / Vereinigtes Königreich                                                   |
| Fremde Wesen                                                | Charles Sturridge         | Vereinigtes Königreich / Vereinigte Staaten                                                   |
| Hercules                                                    | John Musker, Ron Clements | Vereinigte Staaten                                                                            |
| Der Hexenclub von Bayonne                                   | René Manzor               | Frankreich                                                                                    |
| In einem Land vor unserer Zeit V – Die geheimnisvolle Insel | Charles Gosvenor          | Vereinigte Staaten                                                                            |
| Kull, der Eroberer                                          | John Nicolella            | Vereinigte Staaten                                                                            |
| Lebe lieber ungewöhnlich                                    | Danny Boyle               | Vereinigtes Königreich / Vereinigte Staaten                                                   |
| Leidenschaftliche Berechnung                                | Lynn Hershman-Leeson      | Vereinigte Staaten                                                                            |
| Lilies – Theater der Leidenschaft                           | John Greyson              | Kanada                                                                                        |
| Mäusejagd                                                   | Gore Verbinski            | Vereinigte Staaten                                                                            |
| Mortal Kombat 2 – Annihilation                              | John R. Leonetti          | Vereinigte Staaten                                                                            |
| Prinz Eisenherz                                             | Anthony Hickox            | Irland, Vereinigtes Königreich, Deutschland                                                   |
| Prinzessin Mononoke                                         | Hayao Miyazaki            | Japan                                                                                         |
| Schneewittchen                                              | Michael Cohn              | Vereinigte Staaten                                                                            |
| Slayers Great                                               | Hiroshi Watanabe          | Japan                                                                                         |
| Spawn                                                       | Mark A. Z. Dippé          | Vereinigte Staaten                                                                            |

## 1998
| Titel                                                                   | Regie                         | Produktionsland                                           |
| ----------------------------------------------------------------------- | ----------------------------- | --------------------------------------------------------- |
| Addams Family – Und die lieben Verwandten                               | Dave Payne                    | Vereinigte Staaten                                        |
| Anna und der Geist                                                      | Claudia Weill                 | Vereinigte Staaten                                        |
| Antz                                                                    | Eric Darnell, Tim Johnson     | Vereinigte Staaten                                        |
| Casper trifft Wendy                                                     | Sean McNamara                 | Vereinigte Staaten                                        |
| Dr. Dolittle                                                            | Betty Thomas                  | Vereinigte Staaten                                        |
| God’s Army II – Die Prophezeiung                                        | Greg Spence                   | Vereinigte Staaten                                        |
| Das große Krabbeln                                                      | John Lasseter, Andrew Stanton | Vereinigte Staaten                                        |
| Halloween Town – Meine Oma ist ’ne Hexe                                 | Duwayne Dunham                | Vereinigte Staaten                                        |
| Hinter dem Horizont                                                     | Vincent Ward                  | Vereinigte Staaten / Neuseeland                           |
| In einem Land vor unserer Zeit VI – Der geheimnisvolle Berg der Saurier | Charles Gosvenor              | Vereinigte Staaten                                        |
| Jack Frost                                                              | Troy Miller                   | Vereinigte Staaten                                        |
| Kiriku und die Zauberin                                                 | Michel Ocelot                 | Frankreich / Belgien / Luxemburg                          |
| Lieber gestern als nie …                                                | María Ripoll                  | Vereinigtes Königreich / Spanien / Frankreich / Luxemburg |
| Das magische Schwert – Die Legende von Camelot                          | Frederik Du Chau              | Vereinigte Staaten                                        |
| Mein großer Freund Joe                                                  | Ron Underwood                 | Vereinigte Staaten                                        |
| Merlin                                                                  | Steve Barron                  | Vereinigtes Königreich / Vereinigte Staaten               |
| Paulie – Ein Plappermaul macht seinen Weg                               | John Roberts                  | Vereinigte Staaten                                        |
| Pleasantville – Zu schön, um wahr zu sein                               | Gary Ross                     | Vereinigte Staaten                                        |
| Pokémon – Der Film                                                      | Kunihiko Yuyama               | Japan                                                     |
| Rendezvous mit Joe Black                                                | Martin Brest                  | Vereinigte Staaten                                        |
| Ein Ritter in Camelot                                                   | Roger Young                   | Vereinigte Staaten                                        |
| Schweinchen Babe in der großen Stadt                                    | George Miller                 | Australien                                                |
| Sie liebt ihn – sie liebt ihn nicht                                     | Peter Howitt                  | Vereinigtes Königreich / Vereinigte Staaten               |
| Slayers Gorgeous                                                        | Hiroshi Watanabe              | Japan                                                     |
| Stadt der Engel                                                         | Brad Silberling               | Vereinigte Staaten / Deutschland                          |
| Zauberhafte Schwestern                                                  | Griffin Dunne                 | Vereinigte Staaten                                        |
| Die Zeitritter – Auf der Suche nach dem heiligen Zahn                   | Jean-Marie Poiré              | Frankreich                                                |

## 1999
| Titel                                                  | Regie                            | Produktionsland                                           |
| ------------------------------------------------------ | -------------------------------- | --------------------------------------------------------- |
| Der 13te Krieger                                       | John McTiernan, Michael Crichton | Vereinigte Staaten                                        |
| Alice im Wunderland                                    | Nick Willing                     | Vereinigte Staaten / Vereinigtes Königreich / Deutschland |
| Bartok der Großartige                                  | Don Bluth, Gary Goldman          | Vereinigte Staaten                                        |
| Being John Malkovich                                   | Spike Jonze                      | Vereinigte Staaten                                        |
| Beowulf                                                | Graham Baker                     | Vereinigte Staaten / Vereinigtes Königreich               |
| A Christmas Carol – Die Nacht vor Weihnachten          | David Hugh Jones                 | Vereinigte Staaten                                        |
| Dogma                                                  | Kevin Smith                      | Vereinigte Staaten                                        |
| Einfach unwiderstehlich                                | Mark Tarlov                      | Vereinigte Staaten                                        |
| End of Days – Nacht ohne Morgen                        | Peter Hyams                      | Vereinigte Staaten                                        |
| Fantasia 2000                                          | James Algar u. a.                | Vereinigte Staaten                                        |
| The Green Mile                                         | Frank Darabont                   | Vereinigte Staaten                                        |
| Hercules: Zero to Hero                                 | Bob Kline                        | Vereinigte Staaten                                        |
| Kampf der Kobolde – Die Legende einer verbotenen Liebe | John Henderson                   | Vereinigtes Königreich / Vereinigte Staaten / Deutschland |
| Der magische Fahrstuhl                                 | Jimmy Kaufmann                   | Kanada                                                    |
| Die Mäusejagd auf der Titanic                          | Orlando Corradi, Kim J. Ok       | Italien                                                   |
| Die Mumie                                              | Stephen Sommers                  | Vereinigte Staaten                                        |
| Die Rückkehr der vergessenen Freunde                   | Kenneth Johnson                  | Vereinigte Staaten                                        |
| Showdown auf dem Weg zur Hölle                         | Uli Edel                         | Vereinigte Staaten                                        |
| Sleepy Hollow                                          | Tim Burton                       | Vereinigte Staaten                                        |
| Sofies Welt                                            | Erik Gustavson                   | Norwegen                                                  |
| Ein Sommernachtstraum                                  | Michael Hoffman                  | Italien / Vereinigtes Königreich / Vereinigte Staaten     |
| Star Wars: Episode I – Die dunkle Bedrohung            | George Lucas                     | Vereinigte Staaten                                        |
| Stuart Little                                          | Rob Minkoff                      | Vereinigte Staaten                                        |
| Tarzan                                                 | Kevin Lima, Chris Buck           | Vereinigte Staaten                                        |
| Teen Knight – Zurück ins Mittelalter                   | Phil Comeau                      | Kanada / Rumänien                                         |
| Toy Story 2                                            | John Lasseter                    | Vereinigte Staaten                                        |